# Blasco de Alagón
Pour les articles homonymes, voir Alagon (homonymie).
Blasco Ier de Alagón (avant 1190 - 1241) est un noble aragonais, Majordome du Royaume d'Aragon, 4e seigneur d'Alagón, 1er seigneur de Sástago, seigneur de Morella, de María de Huerva, de Culla, des Coves de Vinromà, de Calanda et de Torre de Galindo entre autres. Il est un des personnages les plus importants du règne de Jacques Ier d'Aragon.

## Origines familiales
Fils d'Artal II de Alagón et de Toda Romeu, il appartient à une des huit familles les plus nobles et les plus importantes du royaume d'Aragon. Les Alagón portent quasiment tous le prénom Artal en souvenir de leur aïeul le comte Artau (ou Artal) III de Pallars-Sobirà et le prénom Blasco donné traditionnellement aux membres masculins de la famille Romeu, famille de sa mère.

## Mariage et descendance
Il épousa Margelina de Baucis qui lui donna deux enfants : 
- Artal III de Alagón, qui épousa Eva d'Urrea e 1234.
- Constancia de Alagón y Romeu (Constança d'Alagó i Romeu en valencien), qui épousa Guillem III d'Anglesola.

## Biographie
En 1213, Blasco de Alagón participe à la bataille de Muret, où meurt le roi Pierre le Catholique. 
Il accompagna loyalement le roi Jacques Ier d'Aragon pendant près de vingt ans, et pour la dernière fois à Monzón en 1236. Ce fut ensuite son fils Artal qui lui succéda auprès du roi. Il participa notamment à la Reconquista de Valence, jusqu'à sa mort au printemps 1239 lors d'une attaque contre le château de Sax.  
Blasco prouva sa loyauté envers le roi durant les révoltes de la noblesse contre ce dernier. C'est en 1220 qu'il prit le titre de majordome d'Aragon lorsque le majordome d'Aragon d'alors, Pero Ferrández d'Açagra, abandonna le roi pour se mettre du côté des révoltés. Il prouva à nouveau sa loyauté envers le roi en 1224 lorsque Pero d'Ahones et d'autres nobles le trahirent dans la ville d'Alagón et l'emprisonnèrent à Saragosse. Il aida aussi le roi lors de la révolte de Ferdinand d'Aragon, fils du roi Alphonse II d'Aragon.
En 1225, il participa au siège de Peñiscola. Un an après, soit le 14 juillet 1226, Le roi Jacques Ier lui promit de lui offrir tous les châteaux et les villes qu'il assiègerait avec réussite. Comme promis, il reçut le château et la ville aragonaise d'Alcaine, qui restera jusqu'à sa mort une de ses possessions.
Il demeura quelque temps dans la taïfa de Balansiya de 1229 à 1231. Il profita de ses connaissances sur les territoires sarrasins pour conseiller le roi et le Maître de l'Ordre de l'Hôpital Hugues de Forcalquier qui commençaient à envisager sérieusement la Reconquista de Valence qui devait commencer par Borriana]. Blasco, une année plus tard, prit aux Arabes la ville de Morella au nom de Jacques Ier d'Aragon, lequel pour le remercier le nomma le 22 février 1232 seigneur des villes de Sástago et de María de Huerva.
Le roi le chargea de repeupler la région valencienne du Maestrat et la ville de Els Ports. Il est aussi le fondateur et seigneur des villes valenciennes de Vilafranca et d'Albocàsser.
Blasco de Alagón mourut aux alentours de 1241, peu après avoir fait son testament.

## Titres et succession
Don Blasco de Alagón fit son testament en 1239, alors que sa santé commençait à décliner.
Son testament :
Aquesta es carta de destinamiento que fago yo, don Blasco d'Alagón, en la villa de Maria, en mia enfermedat (…) e priego a don Pedro Sessé, como buen cunado e leal amigo, que rienda los castiellos e las heredades avantditas a dona Constança, mia filia, e a Blasco, mío nieto.
À savoir :
Voici mon testament écrit par moi, don Blasco de Alagón, rédigé en la ville de María, affaibli par la maladie (…) je prie don Pedro Sessé, mon beau-frère et loyal ami, qu'il délaisse mes châteaux et mes-dits biens à doña Constancia, ma fille, et à Blasco, mon petit-fils.